# Mame-Ibra Anne
Mame-Ibra Anne (Colombes, 7 novembre 1989) è un velocista francese. Ha rappresentato la Francia ai Giochi olimpici estivi di Rio de Janeiro 2016.

## Palmarès
| Anno | Manifestazione          | Sede           | Evento        | Risultato  | Prestazione | Note             |
| ---- | ----------------------- | -------------- | ------------- | ---------- | ----------- | ---------------- |
| 2009 | Europei under 23        | Kaunas         | 400 m piani   | Semifinale | 46"93       |                  |
| 2009 | Europei under 23        | Kaunas         | 4×400 m       | Bronzo     | 3'04"06     |                  |
| 2010 | Europei                 | Barcellona     | 4×400 m       | 6º         | 3'03"85     |                  |
| 2011 | Europei under 23        | Ostrava        | 400 m piani   | 5º         | 46"32       |                  |
| 2011 | Europei under 23        | Ostrava        | 4×400 m       | 4º         | 3'04"04     |                  |
| 2012 | Europei                 | Helsinki       | 4×400 m       | 6º         | 3'03"04     |                  |
| 2013 | Giochi del Mediterraneo | Mersin         | 400 m piani   | Bronzo     | 45"81       |                  |
| 2014 | World Relays            | Nassau         | 4×400 m       | 10º        | 3'03"74     |                  |
| 2014 | Europei                 | Zurigo         | 400 m piani   | Semifinale | 45"79       |                  |
| 2014 | Europei                 | Zurigo         | 4×400 m       | Bronzo     | 2'59"89     |                  |
| 2015 | World Relays            | Nassau         | 4×400 m       | Finale B   | dq          |                  |
| 2015 | Mondiali                | Pechino        | 400 m piani   | Batteria   | 45"55       |                  |
| 2015 | Mondiali                | Pechino        | 4×400 m       | 6º         | 3'00"65     |                  |
| 2016 | Europei                 | Amsterdam      | 400 m piani   | 7º         | 45"75       |                  |
| 2016 | Giochi olimpici         | Rio de Janeiro | 4×400 m       | Batteria   | 3'00'82     |                  |
| 2018 | Europei                 | Berlino        | 4×400 m       | 4º         | 3'02"08     | [ 1 ]            |
| 2019 | Europei indoor          | Glasgow        | 4×400 m       | Bronzo     | 3'07"71     |                  |
| 2019 | World Relays            | Yokohama       | 4×400 m       | 10º        | 3'04"11     |                  |
| 2019 | Mondiali                | Doha           | 4×400 m       | 7º         | 3'03"06     |                  |
| 2019 | Mondiali                | Doha           | 4×400 m mista | Batteria   | 3'17"17     | Record nazionale |